# Rhyparus dentatus
Rhyparus dentatus är en skalbaggsart som beskrevs av Leon Fairmaire 1896. Rhyparus dentatus ingår i släktet Rhyparus och familjen Aphodiidae. Inga underarter finns listade i Catalogue of Life.